# تاسيليودوس
تاسيليودوس هو جنس منقرض من القرشيات الحقيقية أسماك غضروفية معروف من أوائل العصر الديفوني في جنوب الجزائر.

## اكتشاف
يُعرف تاسيليودوسمن عينة النمط الشامل MNHN.F.ALD-15، وهو سن كامل. تشتمل الأنواع الأخرى على MNHN.F.ALD-16 (سن)، موازين MNHN.F.ALD-17 إلى 35 وأقسام رفيعة MNHN.F.ALD-30-32 و34 و35. بصرف النظر عن المدمج، يُعرف 107 مقياسًا إضافيًا، تم جمعها جميعًا في منطقة النوع. تم جمع عينات تاسيليودوس بالقرب من في قزام، من واد فيلو أو أنو إزيلجفي جنوب الجزائر، والتي تعود إلى المرحلة إمسيان من أواخر العصر الديفوني المبكر.

## علم أصول الكلمات
تم تسمية تاسيليودوس لأول مرة من قبل كلير ديريك ودانيال جوجيت في عام 2011 والنوع هو تاسيليودوس ليساردي. الاسم العام مشتق من المكان الذي تم العثور فيه على العينات، تاسيلي أووا ناهقار من تمانغاست، الجزائر ومن الكلمة اليونانية أودوس التي تعني «الأسنان». الاسم الخاص يكرم L. ليسارد، عالم الهيدروجيولوجيا الذي اكتشف المادة في الستينيات.